# سارلاک (باشقیرستان)
سارلاک (انگلیسی: Sarlak, Republic of Bashkortostan) یک شهرک در شهرستان ملئوزوفسکی استان باشقیرستان کشور روسیه است.